# سفارت اندونزی در پراگ
سفارت اندونزی در پراگ (به لاتین: Embassy of Indonesia) یک منطقهٔ مسکونی و نمایندگی سیاسی این کشور در جمهوری چک است که در Smíchov واقع شده‌است.